# 傅德恩
傅德恩（英語：Robert W. Forden、1959年8月3日—），美国外交官，官銜參贊，曾任美国驻华临时代办（2020年10月至2021年7月），美國在台協會台北辦事處副处长（即副館長）、美国驻华大使馆副馆长和美國在台協會高雄分處分處長（即總領事）。

## 荣誉

### 外国勋章奖章
- 睦谊外交奖章（中华民国外交部，2018年6月6日颁授[1]）